# Claude-Gabriel Pocquet de Livonnière
Claude-Gabriel Pocquet de Livonnière (24 octobre 1684, Angers - 27 février 1762, Angers), est un jurisconsulte français.

## Biographie
Fils de Claude Pocquet de Livonnière (1652-1726), il lui succède comme professeur de droit français à l'université d'Angers, à l'âge de trente six ans. Il devient doyen de la faculté d'Angers.
Il est secrétaire perpétuel de l'Académie des sciences, belles-lettres et arts d'Angers. Un amphithéâtre de la faculté de droit, d'économie et de gestion de l'université d'Angers porte son nom.

## Publications
- Privileges de l'Université d'Angers: tirez du livre de la fondation & des statuts & reglements de ladite université, appellée communément le Livre du recteur, ou du procureur général : extrait d'une Vidimus et collation faite par Charle VI & auparavant par Charles V, roys de France, des Lettres de Philippe le Bel & de Philippe de Valois, aussi roys de France, contenant les Privileges accordez à l'Université d'Orleans (1736)
- Traité des Fiefs (1729, Paris, chez Jean-Baptiste Coignard)

## Sources
- Émile Bourgeois, Louis André, Les Sources de l'histoire de France : XVIIe siècle (1610-1715), 1923